# Castro, Apulien
Castro är en ort och kommun i provinsen Lecce i regionen Apulien i Italien. Kommunen hade 2 395 invånare (2017).